# Islam au Mali

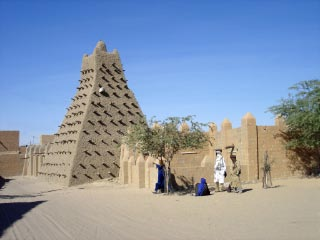
La mosquée Sankoré de Tombouctou.

L'islam est présent au Mali depuis le Xe siècle. Les musulmans représentent environ 95 % de la population malienne, pour leur écrasante majorité des sunnites malékites,. Le Mali est membre de l'Organisation de la coopération islamique (OCI) depuis sa fondation en 1969.

## Pénétration de l'islam au Mali
La Pénétration de l’islam au Mali est dans les différents empire de la région malienne s’effectuera par le commerce transsaharien se sont d’abord les marchands noirs qui se convertis en premier les rois  eux  tolère l’islam mais eux aussi vont commencer à se convertir à l’islam d’ailleurs l’slam sera même la religion de l’élite et tout les empire de la région ont touts atteint l’eur apogées sous l’islam en faisant de l’islam la religion d’état et principal mais il n’ont force personne à se convertir à l’islam les habitants avait une grande liberté de culte.
L'empire du Ghana s'effondra en 1076 sous l'offensive des almoravides berbères qui avait eu des désaccords avec l’empire le Ghana voulait maîtriser les routes commerciales se qui n’a pas plus au Almoravides on entend beaucoup de choses erronées sur les Almoravides comme  quoi ils ont lancé des jihad pour islamiser l’Afrique de l’Ouest et par la même occasion le Ghana mais ce récit est faux par ce que nous n’avons  trouvé aucune preuve de la présence de rois berbères en Afrique de l’Ouest où même de royaume et  dans tout les cas il est interdit de forcer un individu à accepter l’islam comme religion là vérité et que ils y’avait déjà des musulman en Afrique de l’Ouest et dans l’empire wagadu/ghana  par exemple ils existez le royaume tekour au nord du Sénégal qui avait aussi des relations avec les Almoravides et pour finir dans le Ghana il avait des rois musulman et marchand noir et berbères et arabes musulman ils y’avait même des mosquées.
Au XIIIe siècle, consécutivement à la maîtrise par l'empire du Mali naissant des gisements aurifères du Haut-Sénégal et du Niger, les villes de Tombouctou, Gao et Djenné sont devenues de grands centres commerciaux, artistiques et intellectuels de l'islam malien. Cette maîtrise des gisements aurifères connut son apogée avec Kankou Moussa (1312–1337), le plus célèbre roi du Mali. Ce musulman fervent construisit plusieurs grandes mosquées sur son territoire d'influence. Son pèlerinage à La Mecque avec un chargement d'or considérable le rendit célèbre jusqu'en Europe.
 (août 2025).

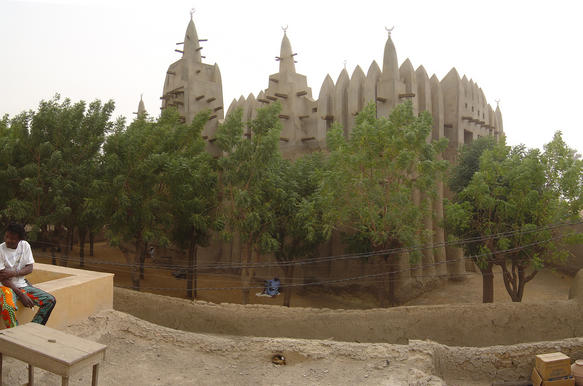
La mosquée de Mopti.

L'empire du Mali s'effaça au XVe siècle au profit de l'empire songhaï, mais ces grandes cités, au contraire, augmentèrent leur rayonnement. L’armées de Sonni Ali Ber à attaquer   les léttrés musulman de toumbouctou qui les avait forcé à s exiler au Maroc    À sa mort sont fils qui suivait le même chemin que sont père se mit à dos une partie de la population et un certain Mohamed Touré ou sylla qui est t’ai un des meilleurs généraux de l’armée de son père à eux le soutien d’une parti de la population est des savants musulman qui avait été contraint  à l’exile au Maroc Ils y’a eu plus eur affrontements entre les deux armes mais c’est finalement l’ancien général qui finit par gagner et prendra le titre d’Askia et commença alors l’âge d’or de l’empire songhaï.  L'empire songhaï correspondait alors à peu près au territoire actuel du Mali. Il disparut après une expédition marocaine en     1591. Durant les siècles suivants, certains peuples comme les Dogons, résistèrent à l'islamisation, mais ils subirent le djihad du chef El Hadj Oumar Tall, fondateur de l'empire toucouleur. son fils s’alliera avec les français pour prendre le pouvoir mais se l’a fait toujours parler jusqu’à présent par ce que les gens se demande comment un musulman à pu faire une alliance contre ses propres frères alors que c’est totalement interdit de s’allier avec les non musulman pour combattre les musulman et sont propre peuple. 
Des sources concordantes indiquent que le soufisme serait apparu au̥ Mali au plus tard au XVe siècle, même si ce n'est pas sous la forme d'organisations structurées avant le XVIIIe siècle. Surtout, les maîtres soufis, appartenant essentiellement à la Qadiriyya et à la Tijaniyya, furent les véritables vecteurs de l'expansion remarquable de l'islam dans la région à partir du XIXe siècle.
En ce qui concerne la Qadiriyya, elle fut introduite au Mali par les Arabes Kounta, une tribu éminente du sud du Sahara. Le principal protagoniste fut cheikh Sidi al-Muẖtar al-Kabir, mort en 1811, dont le rôle fut considérable dans l’islamisation du Mali.
La période coloniale française dura de 1880 à la proclamation de l'indépendance en 1960. Elle eut peu de répercussion sur l'islam malien.

## Principales tendances actuelles de l'islam au Mali

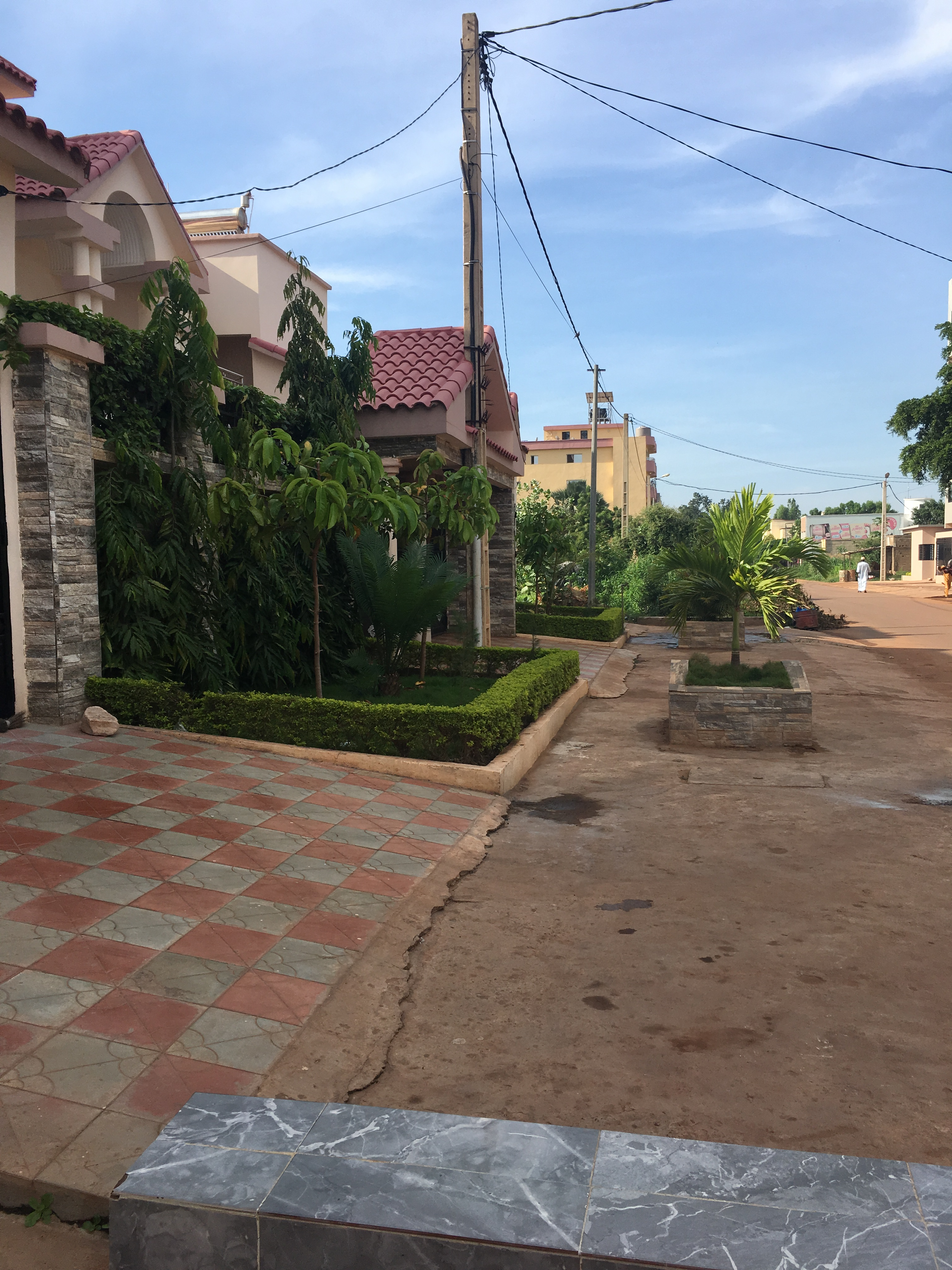
Rues désertes à Bamako le jour de l'Aïd à l'heure de la prière.

L'État est a-confessionnel et la liberté de religion est garantie. Les groupes de missionnaires, tant musulmans que chrétiens, peuvent agir sur le territoire, et les conversions ne sont pas empêchées dans le principe. La législation sur la famille associe le droit traditionnel indigène et le droit islamique. En janvier 2002, le Haut Conseil islamique malien fut créé pour coordonner les différentes mosquées entre elles, et assurer une plus grande unité de la communauté musulmane.
L'islam pratiqué dans le pays est relativement tolérant. Les femmes participent à l'activité politique et économique, et ne portent pas le voile. L'islam malien est mâtiné d'éléments des religions traditionnelles animistes, comme la vénération des ancêtres. Ces éléments traditionnels ancestraux font plutôt bon ménage avec le système démocratique, dans la mesure où ils incluent des notions de tolérance, de pluralisme, de séparation des pouvoirs. Les relations entre la majorité musulmane et les minorités religieuses chrétiennes et des religions traditionnelles sont stable et plutôt bonnes, malgré des tensions passées. Il est fréquent de trouver dans une même famille des pratiques religieuses différentes. De même, les grandes cérémonies religieuses sont vécues aussi par les membres d'autres religions.
Les religieux sont de plus en plus impliqués sur le champ politique. Ainsi, en 2002, certains avaient déjà soutenu un candidat. Une étape a été franchie en 2013 avec un appel plus ou moins officiel des principales institutions et leaders religieux à voter pour l’actuel Président de la République, Ibrahim Boubacar Keïta.

### Le courant malékite
Fin 2011 a été créé le Groupement des leaders spirituels musulmans du Mali, présidé par Chérif Ousmane Madani Haïdara, et qui revendique la représentativité de l'islam malékite auquel se réfère la grande majorité de la population.
Le guide spirituel de la Qadiriyya et président de la Communauté malienne des soufis est actuellement Bilal Diallo. La Qadiriyya domine notamment dans la région de Mopti.
Le guide spirituel de la Tijaniyya et président de la Ligue nationale des soufis est Thierno Hadi Thatiam.

### Le courant wahhabite
La diffusion du wahhabisme au Mali est la conséquence de deux phénomènes : la multiplication des pèlerinages à la Mecque à partir des années 1930 (avec notamment l'émergence des déplacements par voie aérienne) qui a mis en contact les voyageurs avec cette doctrine et le retour vers 1945 des premiers diplômés africains de l'Ouest de l'université cairote al-Azhar. Bamako est ainsi devenu l'un des principaux foyers du wahhabisme, suscitant même des réactions de rejet de la part des partisans de l'islam traditionnel avec le déclenchement de violentes émeutes anti-wahhabites 1957 (en bambara Wahhabiyya-kélé, qui firent de nombreux blessés et aboutirent à la mise à sac des médersas) et l'interdiction par le président Modibo Keïta de l'Union culturelle musulmane (UCM) fondée en 1953 pour promouvoir ces idées.
En 1970, le Comité militaire de libération nationale (CMLN) a de nouveau autorisé l'UCM et lui a accordé un terrain à Hamdallaye pour construire son siège et une mosquée, avant de la redissoudre un an plus tard. À cette époque, le mouvement contrôlait trois mosquées (Badialan II, Badalabougou et Djikoroni), une médersa de 300 élèves à Niarela dirigé par Ladji Cheikna Ahmed Yatabaré (Yattabari) et l'école franco-arabe de Ntomikorobougou (500 élèves), avec le soutien financier des pays du Golfe.
En 1981, une association destinée à rassembler tous les musulmans maliens est créée par le pouvoir en 1981, l'Association pour l'unité et le progrès de l'islam (AMUPI), la première association islamique malienne au sens moderne, afin notamment d'apaiser les tensions entre les wahhabites et les partisans de l'islam confrérique, mais aussi contrôler l'expansion du wahhabisme. Elle est dirigée par un ancien gouverneur d'obédience tidjane, Oumar Ly.Parallèlement, en 1985, les médersas passent sous tutelle du ministère chargé de l’Éducation nationale.
Malgré les tentatives d'entrave de l'État entre les années 1950 et 1980, le wahhabisme connaît une expansion remarquable pendant cette période. Il contrôle neuf mosquées en 1983 et trois instituts islamiques (celui de Niarela, celui de Badalabougou (Narou Djoliba) dirigé par Amadou Kansaï et l'institut Khaled ben Abdul Aziz dirigé par Ladji Baba Cissé).
Aujourd'hui, le Haut Conseil islamique malien (HCIM) est composé d’un grand nombre de leaders wahhabites du pays. Ce courant est porté par des personnalités religieuses en vue, comme l'imam Mahmoud Dicko, ou encore le directeur de l’Union nationale des médersas du Mali (UNM), Abdullaliz Yatabaré, fils du fondateur d’une des premières médersas de type wahhabite à Bamako, S. A. Yatabaré. Le HCIM a aussi soutenu la fondation d' Al Farouk (désignée couramment de son ancien nom Muntada Al Islamiya).

### Les groupes jihadistes
En janvier 2012, un mouvement indépendantiste touareg, le Mouvement national de libération de l'Azawad (MNLA) a attaqué un camp militaire, proclamé l'indépendance du Nord du Mali, puis a pris le contrôle de plusieurs villes de la région comme Tombouctou. Des groupes salafistes ont appuyé ces attaques militaires avant d'évincer le MNLA.
Ces trois grands groupes djihadistes sont Al-Qaïda au Maghreb islamique, Ansar Dine et le MUJAO. Ils y ont imposé un régime de terreur, avec châtiments corporels, règles vestimentaires rigoristes et destructions de patrimoine culturel. Finalement, après une résolution de l'ONU votée en décembre 2012, la France est intervenu un mois plus tard.

## Islam et politique
Les nombreuses prises de position des leaders religieux en 2002 pour l'élection présidentielle marque l’entrée de l’islam dans l’arène politique malienne.
À l'élection présidentielle de 2013, le chérif de Nioro, en accord avec les autres leaders musulmans, appelle à voter ouvertement pour Ibrahim Boubacar Keïta et mobilise ses moyens humains et financiers, à travers Sabati 2012. Ce soutien public des religieux à un candidat est une première dans l’histoire de la démocratie malienne.